# Asako Ō
Asako Ō, nata Wang Cenjing (王新朝喜?, 王岑静S, Wáng CénjìngP; Tientsin, 16 dicembre 1987), è un'ex cestista cinese naturalizzata giapponese.

## Carriera
Con il Giappone ha disputato i Giochi olimpici di Rio de Janeiro 2016, i Campionati mondiali del 2014 e due edizioni dei Campionati asiatici (2013, 2015).